# 原静枝
原 静枝（はら しずえ、1915年9月27日 - 1934年1月8日）は、日本の女優である。本名は原田 静枝（はらだ しずえ）。サイレント映画の時代、新興キネマの女優であった。京都駅跨線橋転倒事故に巻き込まれ、満18歳で事故死した。

## 人物・来歴

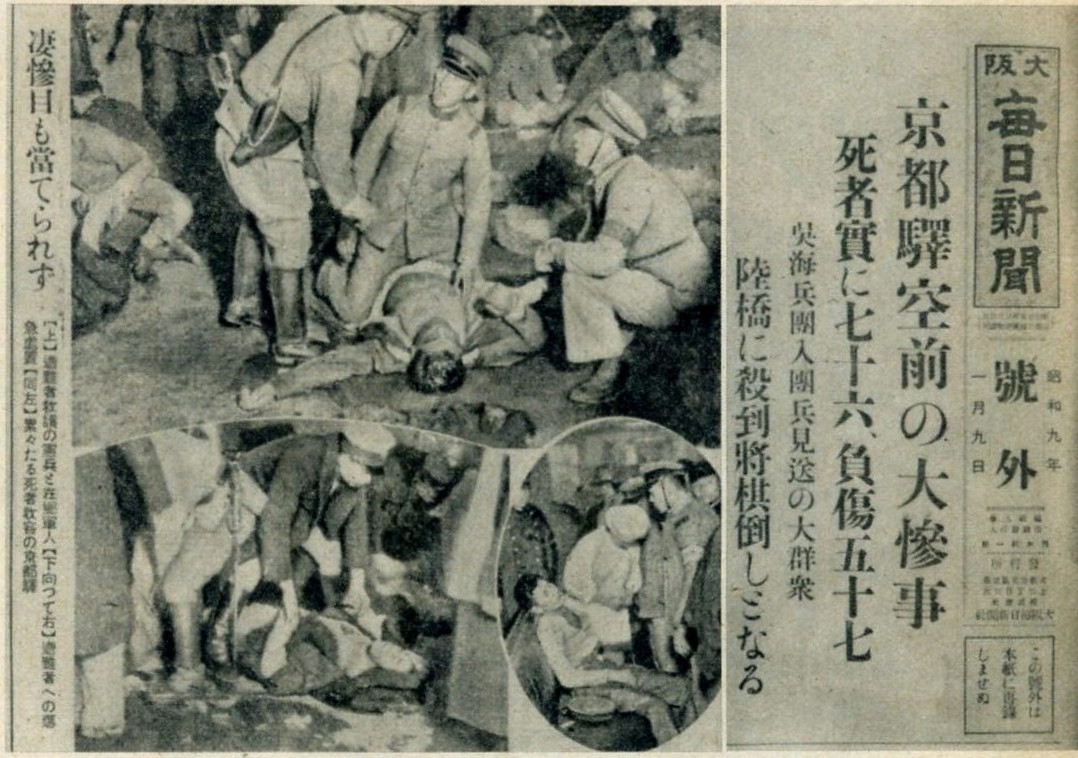
京都駅跨線橋転倒事故を報じる大阪毎日新聞号外（1934年1月9日付）。

1915年（大正4年）9月27日、東京府東京市（現在の東京都）に生まれる。大阪府大阪市に移り、旧制・大阪市愛日尋常高等小学校（のちの大阪市立愛日小学校、1990年廃校）を卒業後、市内の旧制・相愛高等女学校（現在の相愛高等学校）に進学する。同校卒業後は、大阪・真砂町（現在の西天満2丁目）の堂島ビルヂングにあった堂ビル洋裁学院に進学し、洋裁を学んだ。
1932年（昭和7年）、前年に設立された映画会社・新興キネマに入社する。同年2月8日に公開された桂珠子主演のサイレント映画『ふらんす人形』（監督印南弘）でダンサーとして顔を出した後、同年10月6日に公開された同じく桂珠子主演の『太陽の娘』（監督渡辺新太郎）で正式にデビューした。満17歳でのデビューであった。1933年（昭和8年）3月1日に公開された森静子主演の『女夫浪』（監督曾根純三）では、小島洋々演じる日頭武則の娘役を演じ、同年4月6日に公開された歌川八重子主演の『後の生さぬ仲』（監督寿々喜多呂九平）では、後妻を演じる歌川の相手役草間実の前妻役を演じる等、順調に好演を重ね「その特異なパーソナリティが開花」したと評価を得た。新興キネマからは「第二世峰吟子」として売り出されていた。
1934年（昭和9年）1月8日、京都市下京区の京都駅構内で午後10時ごろ、群衆が押し寄せて将棋倒しが起こり、そこに居合わせた原はその被害を受け、同日死亡した。満18歳没。（京都駅跨線橋転倒事故）。事故の前日である7日に公開された『春の目醒め』（監督村田実）が最後の出演作となった。
原の婚約者である映画監督上野信二郎とともに彼の弟が呉市の陸軍へ入隊するため見送りに駅へ行った。当時、ユーゴスラビアの新聞『ポリティカ』の特派員として日本に滞在していたゾルゲ諜報団の一員であるブランコ・ヴケリッチは、「ポリティカ」に連載していた「日本からの手紙」というコラムの5月6日付掲載分「日本、悲劇と桜の国 最近の三大災害」で跨線橋事故を取り上げ、その中で京都に行った際に原と面識を持っていたと記している。同記事によると、彼女の家族二人もこの事故で亡くなったという。
1934年に発行された『日本映画俳優名鑑 昭和九年版』の原の項目によれば、身長5尺（約151.5センチメートル）、体重17貫（約63.8キログラム）、京都市上京区北野白梅町に在住していた。
国立映画アーカイブ、マツダ映画社の所蔵リストによれば、出演作は、1作も現存していない。

## フィルモグラフィ
クレジットは、すべて「出演」である。公開日の右側には役名、および国立映画アーカイブ、マツダ映画社所蔵などの上映用プリントの現存状況についても記す。同センター等に所蔵されていないものは、とくに1940年代以前の作品についてはほぼ現存しないフィルムである。資料によってタイトルの異なるものは併記した。特筆以外すべて製作・配給は「新興キネマ」、すべてサイレント映画である。
- 『ふらんす人形』 : 監督印南弘、主演桂珠子、1932年2月8日公開 - ダンサー[4][8]
- 『太陽の娘』 : 監督渡辺新太郎、主演由利健二・桂珠子、1932年10月6日公開 - 役名不明（デビュー作）[4][9]
- 『よみがえる暁』 : 監督渡辺新太郎、主演桂珠子、1932年12月1日公開 - 女優小暮まゆみ
- 『光・罪と共に』 : 監督阿部豊、主演入江たか子、製作入江プロダクション、配給新興キネマ、1933年1月14日公開 - レヴューの女
- 『街の青空』 : 監督木村恵吾、主演高田稔・美松不二子、1933年2月3日公開 - ある女
- 『女夫浪』 : 監督曾根純三、主演森静子、1933年3月1日公開 - 武則の娘富美子
- 『後の生さぬ仲』 : 監督寿々喜多呂九平、主演歌川八重子、1933年4月6日公開 - 俊作の前妻清岡珠江
- 『碁盤縞の女』 : 監督印南弘、主演中野かほる、1933年8月3日公開 - 不良少女パットのお銀
- 『霧の夜の舗道』 : 監督田中重雄、主演河津清三郎・桂珠子、1933年9月14日公開 - 冴子の同僚ユリ
- 『侠艶録』 : 監督木村恵吾、主演鈴木澄子、1933年12月13日公開 - 魚松の女将
- 『春の目醒め』 : 監督村田実、主演中野英治・桂珠子、1934年1月7日公開 - 芸妓利喜弥 （遺作）